# Holton le Moor
Holton le Moor est une paroisse civile et un village du Lincolnshire, en Angleterre.